# Georg Iggers
Georg Iggers (ur. 7 grudnia 1926 w Hamburgu, zm. 26 listopada 2017 w Amherst) – niemiecko-amerykański historyk historiografii i teorii historii.

## Życiorys
Pochodził z rodziny żydowskiej, która w 1938 wyemigrowała z Niemiec do USA. Absolwent uniwersytetów w Richmond i Chicago. W latach 1965–1997 był profesorem na Uniwersytecie w Buffalo. Był specjalistą w dziedzinie historiografii komparatywnej i międzykulturowej.

## Wybrane publikacje
- The cult of authority. The political philosophy of the saint-simonians. A chapter in the intellectual history of totalitarianism. Martinus Nijhoff, The Hague 1958.
- The German conception of history. The national tradition of historical thought from Herder to the present. Wesleyan University Press, Middletown, Connecticut 1968.
- New directions in European historiography. With a contribution by Norman Baker. Wesleyan University Press, Middletown, Connecticut 1975.
- Marxismus und Geschichtswissenschaft heute. Becker, Velten 1996, ISBN 3-89597-271-1 (Sitzungsberichte der Leibniz-Sozietät 8, 1995, Heft 8/9).
- Historiography in the twentieth century. From scientific objectivity to the postmodern challenge. Wesleyan University Press, Hanover, NH u. a. 1997, ISBN 0-8195-5302-6.
- (współautorzy: Edward Wang i Supriya Mukherjee), A Global History of Modern Historiography 2008.

## Publikacje w języku polskim
- Nacjonalizm a historiografia 1789-1996: przykład niemiecki, tł. Jan M. Piskorski, "Przegląd Zachodni" 60 (2004), nr 4, s. 15-32.
- Historiografia XX wieku: przegląd kierunków badawczych, tł. Agnieszka Gadzała, Warszawa: Wydawnictwo Naukowe PWN 2010.